# Віртуалізація функцій мережі
Віртуалізація функцій мережі (також віртуалізація мережевих функцій, англ. network function virtualization, NFV) є концепцією мережевої архітектури, яка використовує технології віртуалізації інформаційних технологій для віртуалізації цілих класів функцій мережевих вузлів у складові блоки, які можуть з'єднуватись або об'єднуватись у послідовність, створюючи послуги зв'язку.
Хоча віртуалізація функцій мережі має багато спільного з традиційними методами серверної віртуалізації, які використовуються великими корпораціями, вона також має деякі відмінності. Замість того, щоб мати власні апаратні засоби для кожної функції мережі, функції віртуалізованої мережі, або VNF, на додаток до стандартних серверів, комутаторів та пристроїв зберігання даних, можуть складатися з однієї або декількох віртуальних машин, які працюють з різними програмами та процесами, та навіть інфраструктури хмарних обчислень.
Наприклад, віртуальний контролер границі сеансу може бути розгорнутий для захисту мережі без типових витрат і складності отримання та встановлення фізичних блоків мережевого захисту. Інші приклади функцій віртуалізованих мереж включають віртуалізовані балансери навантаження, брандмауери, системи для виявлення вторгнень та оптимізації WAN.

## Передумови
Розробка продукту в галузі телекомунікацій традиційно вимагала дотримання строгих стандартів стабільності та якості. Це відображує використання терміна операторський клас якості яким позначалось обладнання, яке демонструвало цю надійність. Хоча ця модель працювала в минулому, вона призвела до тривалих циклів розробки продукту, повільних темпів розвитку та зав'язки на конкретних апаратних засобах, наприклад, інтегральних схем (ASIC). Через значне зростання конкуренції у сфері комунікаційних послуг великі організації, які швидко розвиваються та працюють у широкому масштабі у публічному Інтернеті (такі як Google Talk, Skype, Netflix) спонукали постачальників послуг шукати способи зрушити статус-кво.

## Історія
У жовтні 2012 року «Віртуалізація мережевих функцій» — група, яка займалась специфікацією, опублікувала білу книгу про програмно-конфігуровані мережі (SDN) та протокол OpenFlow на конференції в Дармштадті, Німеччина. Група входить до складу Європейського інституту телекомунікаційних стандартів (ETSI), складалася з представників телекомунікаційної галузі з Європи та представників які були за її межами.
З моменту публікації Білої книги, група підготувала декілька матеріалів, які більш глибоко висвітлюють цю галузь, включаючи стандартне визначення термінології та випадки використання NFV. Ці матеріали діють як посилання для постачальників і операторів, які розглядають можливість перейти до віртуалізації мережі.

## Каркас
Каркас NFV складається з трьох основних компонентів:
1. Функції віртуалізованої мережі (VNF) є програмними реалізаціями мережевих функцій, які можуть бути розгорнуті на інфраструктурі віртуалізованих мережевих функцій (NFVI).[10]
2. Інфраструктура віртуалізованих мережевих функцій (NFVI) є сукупністю всіх апаратних і програмних компонентів, з яких складається середовище, де розгортаються VNF. Інфраструктура NFV може знаходитись у декількох місцях. Мережа, що забезпечує зв'язок між цими місцями, розглядається як частина інфраструктури NFV.
3. Компонент архітектурного управління та оркестрації[en] віртуалізованих мережевих функцій (NFV-MANO Architectural Framework) — це збірник всіх функціональних блоків, сховищ даних, які ці блоки використовують, опорних точок та інтерфейсів, за допомогою яких ці функціональні блоки обмінюються інформацією з метою управління та оркестрації NFVI та VNF.

Будівельний блок для NFVI і NFV-MANO є NFV платформа. У разі NFVI, вона складається з віртуальних та фізичних ресурсів обробки та зберігання, програмного забезпечення для їх віртуалізації. У разі NFV-MANO, вона складається з менеджерів VNF і NFVI та програмного забезпечення для віртуалізації, яке працює на апаратному контролері. Платформа NFV виконує такі функції як: керування та моніторинг компонентів платформи, відновлення після збоїв та забезпечення безпеки  — усе що необхідно для мережі публічних операторських класів.

## Практичні аспекти
Постачальник послуг, який використовує NFV, реалізує одну або більше функцій віртуалізованої мережі або VNF. VNF сам по собі не надає клієнту провайдера послугу чи якийсь продукт. Для того, аби збудувати складніші послуги використовується поняття ланцюг послуг, де кілька послідовних VNF використовуються для надання послуги.
Ще одним аспектом важливим для NFV є процес оркестрування. Для побудови високонадійних послуг, які масштабуються, NFV вимагає, щоб мережа могла створювати, контролювати, відновлювати екземпляри VNF, і (найважливіше для бізнесу постачальника послуг) стягувати гроші за надані послуги. Ці атрибути, які називаються характеристиками операторського класу, віддані рівню оркестрації, для того аби забезпечити високу доступність і безпеку, а також низькі експлуатаційні витрати та витрати на обслуговування мережі. Важливо те, що рівень оркестрації повинен мати можливість керувати VNF, незалежно від базової технології яку використовує VNF. Наприклад, рівень оркестрування повинен мати можливість керувати SBC VNF від постачальника X, який працює на VMware vSphere так само, як і IMS VNF від постачальника Y, який працює на KVM.

## Розподілення NFV
Початкова ідея NFV полягала в тому, що можливості віртуалізації повинні бути реалізовані в центрах обробки даних. Цей підхід працює у багатьох, та не в усіх випадках. NFV передбачає і заохочує до гнучкості щодо фізичного розташування віртуалізованих функцій.
В ідеалі, таким чином, віртуалізовані функції повинні бути розташовані там, де вони є найбільш ефективними і дешевими. Це означає, що постачальник послуг повинен вільно розташовувати NFV у всіх можливих місцях, починаючи від центру обробки даних, продовжуючи вузлом мережі та закінчуючи приміщенням клієнта. Цей підхід, відомий як розподілення NFV, заохочувався з самого початку, коли NFV розроблявся і стандартизувався, є одним з найважливіших у недавно випущених документах NFV ISG.
У деяких випадках для постачальника послуг є очевидні переваги розташувати віртуалізовані функціональності в приміщеннях клієнта. Ці переваги варіюються від економії до продуктивності, а також від можливості функцій бути віртуалізованою.
Перше підтвердження концепції (PoC), затверджене ETSI NFV ISG, D-NFV було розроблено Cyan, Inc., RAD, Fortinet та Certes Networks, за підтримки CenturyLink у Чикаго у червні 2014 року. Воно базувалось на спеціалізованому обладнанні D-NFV компанії RAD, яке працювало під керуванням Fortinet Firewall наступного покоління (NGFW) і віртуальним шифрувальним / дешифрувальним механізмом Certes Networks (Virtual Network Functions (VNF)) з системою Cyan's Blue Planet, яка керувала всією системою. Модуль комунікації у мережі 2 рівня / 3 рівня (NTU) D-NFV RAD, оснащений модулем сервера D-NFV X86, який функціонував як рушій віртуалізації на стороні клієнта, став комерційно доступним до кінця цього місяця. Протягом 2014 року RAD також організував альянс D-NFV — систему постачальників і міжнародних системних інтеграторів, які спеціалізуються на нових програмах NFV.

## Переваги модульності NFV
При проектуванні та розробці програмного забезпечення з функціональністю VNF, постачальники можуть розділити це програмне забезпечення на компоненти (рівень програмної архітектури) та упаковувати ці компоненти в одне або більше зображень (рівень розгортки програмного забезпечення). Ці програмні компоненти, визначені виробником, називаються компонентами VNF (VNFCs). VNF складаються з одного або більше VNFC. Передбачається, що ці компоненти не втрачають спільність, та компоненти VNF відображаються до VM зображень як 1: 1.
VNFCs повинні мати можливість масштабуватись вертикально та / або горизонтально. Шляхом додавання гнучких (віртуальних) процесорів для кожного з компонентів VNFC, рівень керування мережею може масштабувати VNFC вгору (тобто масштабувати вертикально), для того щоб забезпечити необхідну пропускну здатність, продуктивність та масштабованість усієї системи або платформи. Аналогічно, рівень керування мережею може масштабувати компоненти вшир (тобто масштабувати горизонтально) шляхом активації ще декількох екземплярів VNFC на інших платформах таким чином, досягаючи необхідної продуктивності, не відмовляючись від інших переваг функцій VNFC.
Учасники таких архітектурних проектів вже впровадили принципи модульності NFV.

## Зв'язок з SDN
Концепція SDN, або програмно-конфігурованих мереж пов'язані з NFV, але вони стосуються різних областей. Віртуалізація функцій мережі (NFV) та Deep Packet Inspection (DPI) можуть ефективно доповнювати функції SDN.
По суті, програмно-конфігуровані мережі (SDN) — це підхід до побудови мережевого обладнання та мережевого програмного забезпечення, яке відокремлює та абстрагує елементи цих систем. Він роз'єднує рівень управління та рівень даних один від одного, так що рівень управління знаходиться в одному місці, а компоненти комутації залишаються розподіленими. Контрольна площина взаємодіє як на північний інтерфейс, так і на південний інтерфейс. У північному напрямку рівень управління забезпечує загальне, абстраговане управління мережею вищим рівням, таким як додатки та програми, які використовують його API. У південному напрямку рівень управління встановлює правила пересилання для рівня даних, використовуючи API фізичного пристрою мережевого обладнання, яке розподілене мережею.
Таким чином, NFV не залежить від концепцій або самого SDN. Цілком можливо реалізувати функцію віртуалізованої мережі (VNF) як автономний об'єкт, використовуючи чинні мережеві та оркеструвальні стандарти. Проте, існують переваги використання концепції програмно-конфігурованих мереж для впровадження та управління інфраструктурою NFV, особливо для управління та оркестровання функцій віртуалізованих мереж, і саме тому розробляються мультивендорні платформи, які включають SDN і NFV, які працюють як одна система.
Інфраструктура NFV потребує централізованої системи оркестрування та управління, яка приймає запити від операторів VNF та проводить необхідну обробку, зберігання та конфігурацію мережі, яка необхідна для введення в експлуатацію VNF. Після введення в експлуатацію VNF має здійснювати моніторинг місткості та використання VNF та при необхідності змінюватись.
Всі ці функції можуть бути реалізовані за допомогою SDN. NFV можна вважати одним з основних випадків використання SDN у системах постачальників послуг. Також очевидно, що багато випадків використання SDN можуть включати поняття, ініційовані NFV. Наприклад, централізований контролер управляє розподіленою функцією пересилання пакетів, яка фактично може бути також віртуалізованою на чинному пристрої обробки або маршрутизації.

## Вплив на промисловість
NFV завоював популярність ще на початку свого становлення. Він має багато безпосередніх додатків, такі як віртуалізація мобільних базових станцій, платформа як послуга (PaaS), мережі доставлення контенту (CDN), фіксований доступ та домашні середовища. Передбачається, що NFV буде мати ще значніші переваги. Очікується, що віртуалізація мережевих функцій, розгорнута на уніфікованому апаратному забезпеченні загального призначення, зменшить економічні та операційні витрати, а також час впровадження послуг та продуктів. Багато великих постачальників мережевого обладнання оголосили про підтримку NFV. Це збіглось з повідомленнями основних постачальників програмного забезпечення NFV, які створюють свої NFV продукти.
Постачальники мережевого обладнання вдосконалюють технології віртуалізації, для того щоб використовувати їх переваги, досягти операторського класу, високої доступності, масштабованості, продуктивності та ефективного управління мережею. Щоб мінімізувати загальну вартість володіння (ЗВВ), специфікації операторського класу повинні бути реалізовані максимально ефективно. Це вимагає від додатків NFV ефективно використовувати надлишкові ресурси для досягнення максимальної доступності (99,999 %), та максимального обчислювального ресурсу без шкоди для продуктивності.
Платформа NFV є основою для розробки ефективних NFV-рішень операторського класу. Це програмна платформа, яка працює на стандартному багатоядерному апаратному забезпеченні. Вона побудована з використанням програмного забезпечення з відкритим вихідним кодом, яке відповідає стандартам операторського класу. Програмне забезпечення платформи NFV відповідає за динамічне коригування системи після помилок та при зміні навантаження трафіку, таким чином забезпечуючи високу доступність. Існують численні ініціативи щодо уточнення, узгодження та розвитку можливостей стандартів NFV, таких як ETSI NFV Proof of Concept, ATIS Open Platform for NFV Project, Carrier Network Virtualization Awards та інші.
VSwitch- це ключовий компонент платформи NFV, який відповідає за забезпечення зв'язку між віртуальними машинами та з зовнішньою мережею. Його продуктивність визначає пропускну здатність і економічну ефективність рішень NFV. Open vSwitch (OVS) має недоліки, які необхідно вирішити для задоволення потреб NFVI. Постачальники NFV повідомляють про значні покращення продуктивності як для версій OVS, так і для Accelerated Open vSwitch (AVS).
Віртуалізація також змінює вимоги до доступності, яка вимірюється у NFV додатках. Оскільки VNF замінюють традиційне обладнання, існує перехід від доступності на основі обладнання до доступності на основі сервісів. Віртуалізація мережевих функцій розриває зв'язок з конкретним обладнанням, тому доступність визначається доступністю послуг VNF. Оскільки технологія NFV може віртуалізувати широкий діапазон мережевих функцій, кожна з яких має свій рівень доступності послуг, платформи NFV повинні підтримувати широкий діапазон варіантів відмовостійкості. Така гнучкість дозволяє CSPs оптимізувати свої NFV рішення для будь-яких вимог до доступності VNF.

## Управління та оркестрування (MANO)
ETSI вже вказала, що важливу частину контролю та оркестрації навколишнього середовища NFV можна автоматизувати. Існує окремий проект в межах NFV, в якому викладено, як потрібно контролювати та оркеструвати NFV. Його назва MANO.

## Дослідження продуктивності
Нещодавні дослідження роботи NFV були зосереджені на пропускній здатності, затримці та джиттері віртуалізованих мережевих функцій (VNF). Також були проведені дослідження можливості масштабування NFV, а саме скільки VNF може підтримувати один фізичний сервер.